# 6713 Coggie
6713 Coggie este un asteroid din centura principală de asteroizi.

## Descriere
6713 Coggie este un asteroid din centura principală de asteroizi. A fost descoperit pe 21 mai 1990 la Observatorul Palomar de Eleanor Francis Helin. Asteroidul prezintă o orbită caracterizată de o semiaxă mare de 2,34 ua, o excentricitate de 0,08 și o înclinație de 19,5° în raport cu ecliptica.